# Krarup (Faaborg-Midtfyn Kommune)
 For alternative betydninger, se Krarup. (Se også artikler, som begynder med Krarup)
Krarup er en landsby på Fyn med 204 indbyggere  (2024). Landsbyen nåede for første gang over tohundrede indbyggere pr. 1. januar 2009. Krarup er beliggende syv kilometer nordøst for Korinth, 15 kilometer nordøst for Faaborg og 37 kilometer syd for Odense. Landsbyen tilhører Faaborg-Midtfyn Kommune og er beliggende i Region Syddanmark.
Den hører til Krarup Sogn, og Krarup Kirke ligger i landsbyen.